# Megalastrum gompholepis
Megalastrum gompholepis là một loài dương xỉ trong họ Dryopteridaceae. Loài này được R.C. Moran & J. Prado mô tả khoa học đầu tiên năm 2010.
Danh pháp khoa học của loài này chưa được làm sáng tỏ. 